# Alexandr Pečerskij

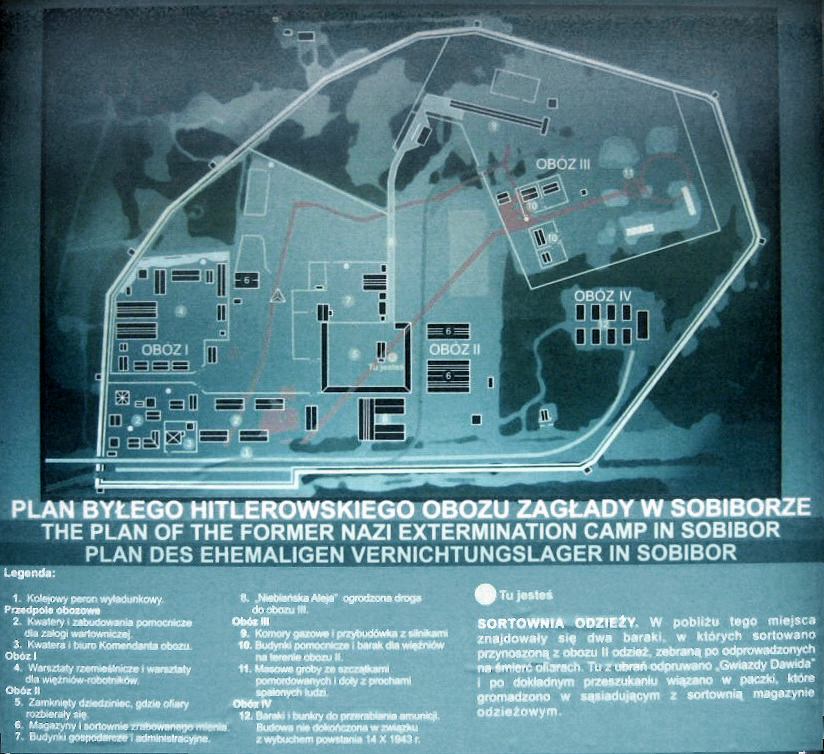
Plán vyhlazovacího tábora Sobibor

Alexandr Aronovič Pečerskij (též Pečorskij, v táboře zvaný domácky „Saša“, rusky: Алекса́ндр Аро́нович Печéрский; 22. února 1909, Kremenčuk – 19. ledna 1990, Rostov na Donu) byl důstojník Rudé armády židovské národnosti, jenž byl v říjnu 1941 zajat německou armádou. V roce 1943 byl převezen do vyhlazovacího tábora Sobibor, kde se záhy přidal k odbojovému hnutí. Stal se z něj hlavní spoluorganizátor a následný vůdce úspěšného povstání a masového útěku několika stovek židů 14. října 1943. Toto povstání spolu s tím v Treblince (srpen 1943) byly jediné dvě úspěšné organizované vzpoury v táborech smrti za celou válku. Pečerskij působil po povstání jako partyzán a následně opět jako důstojník Rudé armády. Po válce žil v Rostovu na Donu, kde také v roce 1990 zemřel.
Obdržel sice několik vyznamenání za zásluhy, ale zároveň byl sovětskými orgány perzekvován a nebylo mu mimo jiné umožněno svědčit v zahraničních procesech proti nacistům. Jeho osobnost se stala předobrazem několika filmových postav, například v televizním filmu Útěk ze Sobiboru (1987) jej hrál Rutger Hauer, nebo v ruském filmu Sobibor (2018), kde jej ztvárnil Konstantin Chabenskij.

## Mládí
Alexandr Pečerskij se narodil v Kremenčuku na Ukrajině 22. února 1909 jako syn židovského advokátního asistenta. Jeho matka byla ženou v domácnosti. V roce 1915 se jeho rodina přestěhovala do Rostova na Donu. Alexandr měl bratra Konstantina a sestry Fainu a Zinaidu. V Rostovu později začal pracovat jako elektrikář v továrně na opravu lokomotiv. Poté, co vystudoval na vysoké škole obor hudba a literatura, se stal účetním a správcem v malé škole pro amatérské hudebníky. V letech 1931 až 1933 sloužil v armádě. Oženil se a měl jednu dceru. Psal divadelní hry, k nimž skládal i hudbu. V okamžiku vypuknutí války s Německem byla jedna z jeho her právě připravena k uvedení.

## Druhá světová válka
Dne 22. června 1941, v den útoku Němců na Sovětský svaz, byl Pečerskij odveden do Rudé armády. Dostal hodnost podporučík. V září byl povýšen na technika-intendanta 2. stupně (hodnost na úrovni poručíka). Během bojů zachránil svého raněného velitele před smrtí tím, že ho vynesl z obklíčení. V říjnu 1941, během počáteční fáze bitvy o Moskvu, byl zajat německými vojáky u Vjazmy.
Krátce po zajetí se nakazil tyfem, z něhož se léčil (de facto tajně) sedm měsíců. V květnu 1942 se mu podařilo spolu s několika druhy uniknout z tábora, ale byl chycen a poslán do Borisova v Bělorusku a následně do „lesního tábora“ pro válečné zajatce u Minsku. Zde lékař zjistil, že je žid. Pečerskij a další židovští váleční zajatci museli strávit 10 dní v tzv. „židovské hrobce“ s minimálním přísunem jídla a vody.
Dne 20. srpna 1942 byl poslán do pracovního tábora SS přímo v Minsku. Zde živořilo asi 700–800 vězňů využívaných na práci. Pečerskij popsal ve svých vzpomínkách místního velitele jako opileckého sadistu, který sám každý den zabil alespoň jednoho vězně, či na ně posílal svého psa, a zakazoval jim bránit se.

### VSobiboru
Dne 18. září 1943 byl Pečerskij spolu s 2000 židy z Minsku (včetně 100 sovětských válečných zajatců) naložen do dobytčího vlaku a 23. září (Schelvis uvádí 22. září) přijela celá skupina do vyhlazovacího tábora Sobibor. Krátce po příjezdu bylo 80 zajatců včetně Pečerského vybráno na práce v táboře II, zbytek byl ještě ten den zavražděn v plynových komorách. Sobiborští vězni byli příchodem sovětských válečných zajatců velmi zaujati. Jejich disciplinované chování a rovněž to, že stále nosili uniformy, mělo kladný vliv na morálku táborových vězňů. Pečerskij byl na základě svých vlastností a tím, že šlo o důstojníka, považován za přirozeného vůdce nově příchozí skupiny.
Pečerskij napsal o svém prvním dnu v táboře:
Večer jsem seděl na hromadě dřeva se Solomonem (Shlomou) Leitmanem, který se stal mým hlavním pomocníkem při organizaci povstání. Zeptal jsem se ho na zvláštní obrovský oheň, který hořel asi 500 metrů od nás za stromy a na nepříjemný zápach prostupující táborem. Upozornil mě, že stráže zakazují se tam dívat a řekl mi, že tam právě pálí těla mých druhů, kteří se mnou dnes přijeli. Nevěřil jsem mu, ale on pokračoval. Řekl mi, že tábor existuje už více než rok a téměř každý den přijíždí vlak s tisícovkami lidí, kteří jsou během několika hodin zavražděni. Sdělil mi, že zde pracuje asi 500 židovských zajatců – Poláků, Francouzů, Němců, Nizozemců a Čechoslováků a že náš transport byl první, který přivezl ruské židy. Řekl mi, že na tomto malém kusu země ne větším než 10 hektarů byly zavražděny stovky tisíc židů. Přemýšlel jsem o budoucnosti. Měl bych se pokusit utéct sám nebo s malou skupinou? Měl bych opustit zbytek vězňů a zanechat je smrti a mučení? To jsem v duchu odmítl.
Alexandr Pečerskij, Побег из Собибора, 
Během třetího dne v Sobiboru si Pečerskij vysloužil respekt spoluvězňů při následujícím incidentu, který popsal Leon Feldhendler.
Pečerskij, který stále nosil uniformu Rudé armády, byl zařazen do severního tábora, aby vykopal tři pařezy. SS dozorce Karl Frenzel měl špatnou náladu. (…) Jeden z holandských židů byl příliš slabý, aby sekal a tak ho Frenzel začal bít bičem. Pečerskij přestal sekat a pozoroval mrskání, opíraje se o sekeru. Kápo Porzyczky překládal, když se Frenzel zeptal Pečerského, jestli se mu nelíbí to, co právě vidí. Pečerskij se ani nenahrbil ani neroztřásl ani nepřikrčil strachy, nýbrž odpověděl: ‚Ano, Oberscharführere.‘ Frenzel řekl Pečerskému, že má 5 minut na to, aby rozsekl velký pařez ve dví. Pokud to stihne, dostane balíček cigaret, pokud ne, čeká ho 25 ran bičem. Pak se podíval na hodinky a řekl ‚Začni.‘ Pečerskij rozpoltil pařez za čtyři a půl minuty a Frenzel vytáhl balík cigaret… Pečerskij odpověděl, že nekouří a začal znovu sekat pařezy. Frenzel se vrátil za 20 minut s čerstvým chlebem a máslem a nabídl je Pečerskému. Ten odpověděl, že příděly v táboře jsou více než dostatečné a že nemá hlad. Frenzel se otočil a odešel… Tato epizoda se večer rozšířila po celém táboře a polští židé se rozhodli seznámit Pečerského s myšlenkou útěku.
Leon Feldhendler, Escape From Sobibor, 

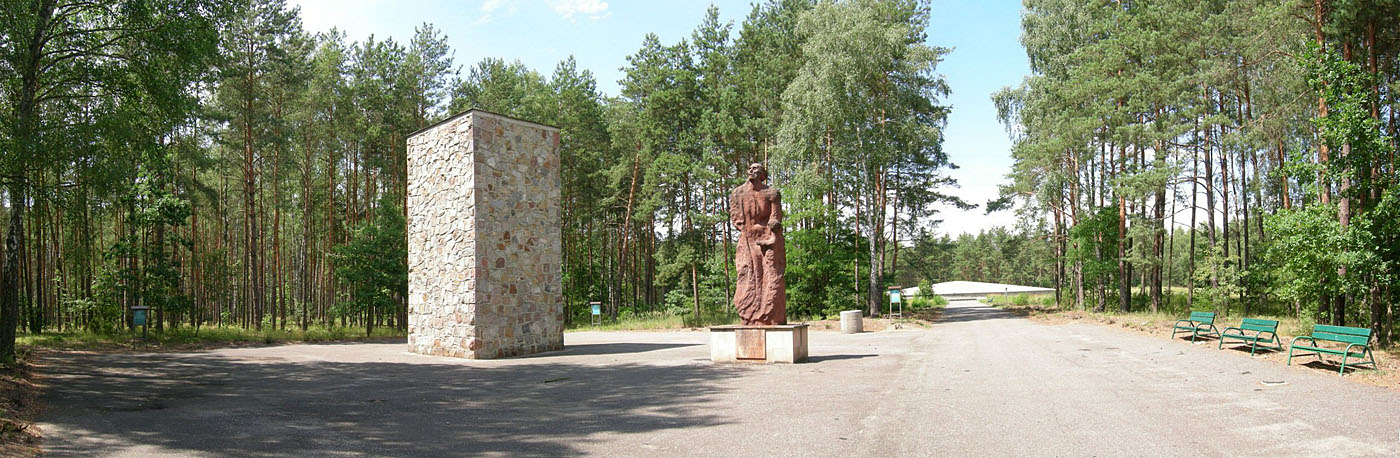
Památník v Sobiboru

Pečerskij spojil plán masového útěku s pomstou: pomoci utéct maximálnímu počtu vězňů a zároveň pozabíjet co nejvíce esesmanů a strážců. Jeho konečným cílem bylo spojit se s partyzány a pokračovat v boji s nacisty.
Pět dní po příjezdu do tábora kontaktoval Pečerského Solomon Leitman, a to jménem vůdce polských židů Leona Feldhendlera. Leitman byl jedním z mála vězňů, kteří rozuměli rusky, a Pečerskij nemluvil ani jidiš, ani polsky. Pečerskij pak promluvil k lídrům polských židů, řekl jim o vítězství Rudé armády u Stalingradu a o akcích partyzánů. Když se jeden z vězňů zeptal, proč je partyzáni neosvobodí, odpověděl, že mají plno jiných úkolů: „Nikdo za nás tu práci neudělá.“
Židovští vězni, kteří pracovali ve vyhlazovacím táboře Belzec, byli posláni po jeho uzavření do Sobiboru. Z poznámky nalezené v šatech zavražděných se sobiborští vězni dozvěděli, že mrtví patřili k pracovnímu komandu z Belzce. Bylo tam napsáno: „Pracovali jsem rok v Belzci. Nevím, kam nás nyní vezou. Říkají, že do Německa. (…) Jestli je to lež, čeká vás také smrt. Nevěřte Němcům. Pomstěte naši krev!“
Vedení polských židů vědělo, že Belzec a Treblinka byly uzavřeny, rozebrány a všichni zbývající vězni posláni do plynu. Očekávali, že další na řadě je Sobibor. Plán na útěk se jevil velmi urgentní a Pečerskij se svými vojenskými zkušenostmi pro ně představoval velkou naději. Pečerskij později napsal: „Leon Feldehendler mi řekl, že to není poprvé, co plánovali skoncovat se Sobiborem, ale téměř nikdo z nich neumí zacházet se zbraněmi. ‚Veď nás a my tě budeme následovat.‘ Jeho inteligentní tvář mi dodala důvěru a odvahu. Řekl jsem jim, ať zformují skupinu nejspolehlivějších vězňů.“ Útěk měl proběhnout v době, kdy bude velitel tábora Gustav Wagner, považovaný za chytrého, pozorného a zároveň fyzicky silného a velmi brutálního esesmana, na dovolené, neboť vězni měli obavu, že by byl schopen jejich vzpouru odhalit a zhatit.

### Luka
Pečerskij se scházel s Feldhendlerem pod záminkou schůzek s Lukou, ženou, s kterou zřejmě předstíral poměr. Luka je obvykle popisována jako 18letá dívka z Nizozemska, ale jiné zdroje hovoří o tom, že šlo o 28letou ženu z Německa, jejíž skutečné jméno bylo Gertrude Poppert–Schonbornová. Pečerskij po válce trval na tom, že jejich vztah byl platonický. O jejím osudu po útěku není nic známo. V rozhovoru s Thomasem Blattem prohlásil Pečerskij o Luce následující: „Ačkoli jsem ji znal jen dva týdny, nikdy na ni nezapomenu. Byla velmi inteligentní a bystrá. Nejprve jsme měli v komunikaci jazykové problémy, ale brzy jsme si začali bez cizí pomoci rozumět. O plánu na útěk jsem ji informoval až několik minut před začátkem. Dala mi košili a řekla: ‚Je to košile štěstí, vem si ji hned na sebe,‘ a já jsem tak učinil. Nyní je v muzeu. Ztratil jsem ji (Luku) ve zmatku vzpoury a nikdy více ji nespatřil.“

### Povstání

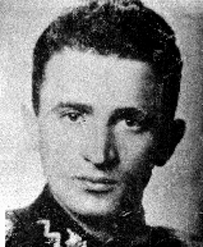
Jeden z účastníků povstání a autor knihy From the Ashes of Sobibór Thomas „Toivi“ Blatt, který s Pečerským v roce 1980 udělal rozsáhlé interview

Podle Pečerského plánu měli vězňové zabít co nejvíce příslušníků SS, a tím nechat pomocné stráže, což byli vesměs Ukrajinci, bez vedení a zmatené. Zároveň získat zbraně, převléct se do uniforem mrtvých esesmanů a pokusit se vyvést co nejvíce vězňů hlavní branou ven z tábora. První část plánu byla založena na chamtivosti Němců a jejich touze po co nejlepší kořisti po zavražděných židech. Esesmani na vězních vyžadovali, aby jim schovávali nejlepší oblečení a obuv a informovali je, kdykoliv narazí na něco obzvláště hodnotného. To si pak zabavovali pro sebe, případně posílali rodině. Vězni měli nalákat esesmany pod záminkami vyzkoušení oblečení do dílen a v tichosti je zabít. O plánu věděl jen malý okruh polských židů, neboť k židům jiných národností panovala nedůvěra.
Akce začala 14. října 1943. Toho dne odpoledne bylo několik esesmanů pozváno do dílen a třídíren. Během zkoušení oblečení byli zabiti sekerami, dýkami, noži či jinými ostrými nástroji přímo vyrobenými vězni (mnozí z nich pracovali v táborové tesařské a kovářské dílně) nebo získanými z věcí zavražděných židů. Krev byla zakryta pilinami, těla zamaskována. Povstalci se postupně vyzbrojili zbraněmi ukradenými ze strážních baráků nebo od mrtvých členů SS. Jednalo se o pušky, samopal, ruční granáty a pistole. Komplikace nastala v okamžiku, když se nepodařilo zabít SS-Oberscharführera Ericha Bauera, který odjel pro zásoby do Chelmu a jehož smrt byla Pečerským považována za základní součást plánu. Bauer se z Chelmu vrátil a záhy nato objevil tělo SS-Scharführera Rudolfa Beckmanna. Okamžitě začal střílet na vězně. Zvuk střelby donutil Pečerského začít druhou „veřejnou“ fázi vzpoury dříve než bylo plánováno. Pečerskij zařval smluvený signál: „Hurá, vzpoura začala!“
Neorganizované skupiny vězňů prchaly všemi směry. Přeživší Ada Lichtmanová vzpomíná: „Náhle jsme uslyšeli výstřely… Miny začaly explodovat. Zavládl zmatek a povyk… Dveře dílny byly otevřené, tak jsme vyběhli ven… Všude okolo ležela těla mrtvých a raněných.“ Pečerskému se podařilo uprchnout do lesa. Po povstání zůstalo v táboře 11 mrtvých esesmanů a neznámé množství zabitých ukrajinských stráží. Několik dalších členů personálu bylo zraněno. Z asi 550–600 (či snad dokonce 700) židů se přibližně 130 do vzpoury vůbec nezapojilo a zůstalo v táboře. Okolo 80 vězňů bylo zabito střelbou stráží nebo minami při útěku do okolí. Dalších 170 zajaly nacistické jednotky během následné pátrací akce. Všichni, kdo zůstali v táboře nebo byli chyceni na útěku, byli zavražděni. 53 vězňů prokazatelně přežilo válku. Několik uprchlíků zahynulo během války při akcích proti Němcům, další padli za oběť polským nacionalistům. Krátce po povstání nařídil Heinrich Himmler tábor uzavřít, rozebrat a místo osázet stromy.

### Po útěku ze Sobiboru

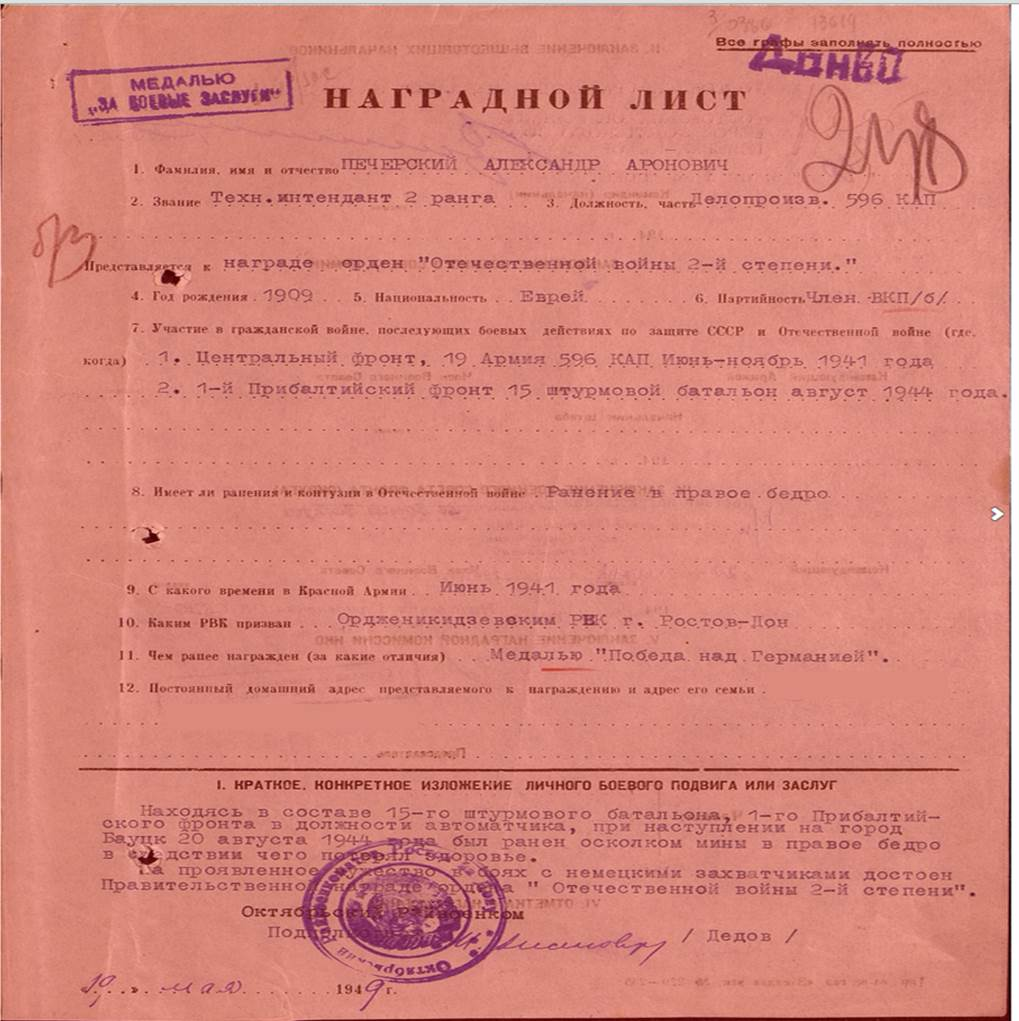
Písemné potvrzení vyznamenání Alexandra Pečerského – Medaile za vítězství nad Německem.

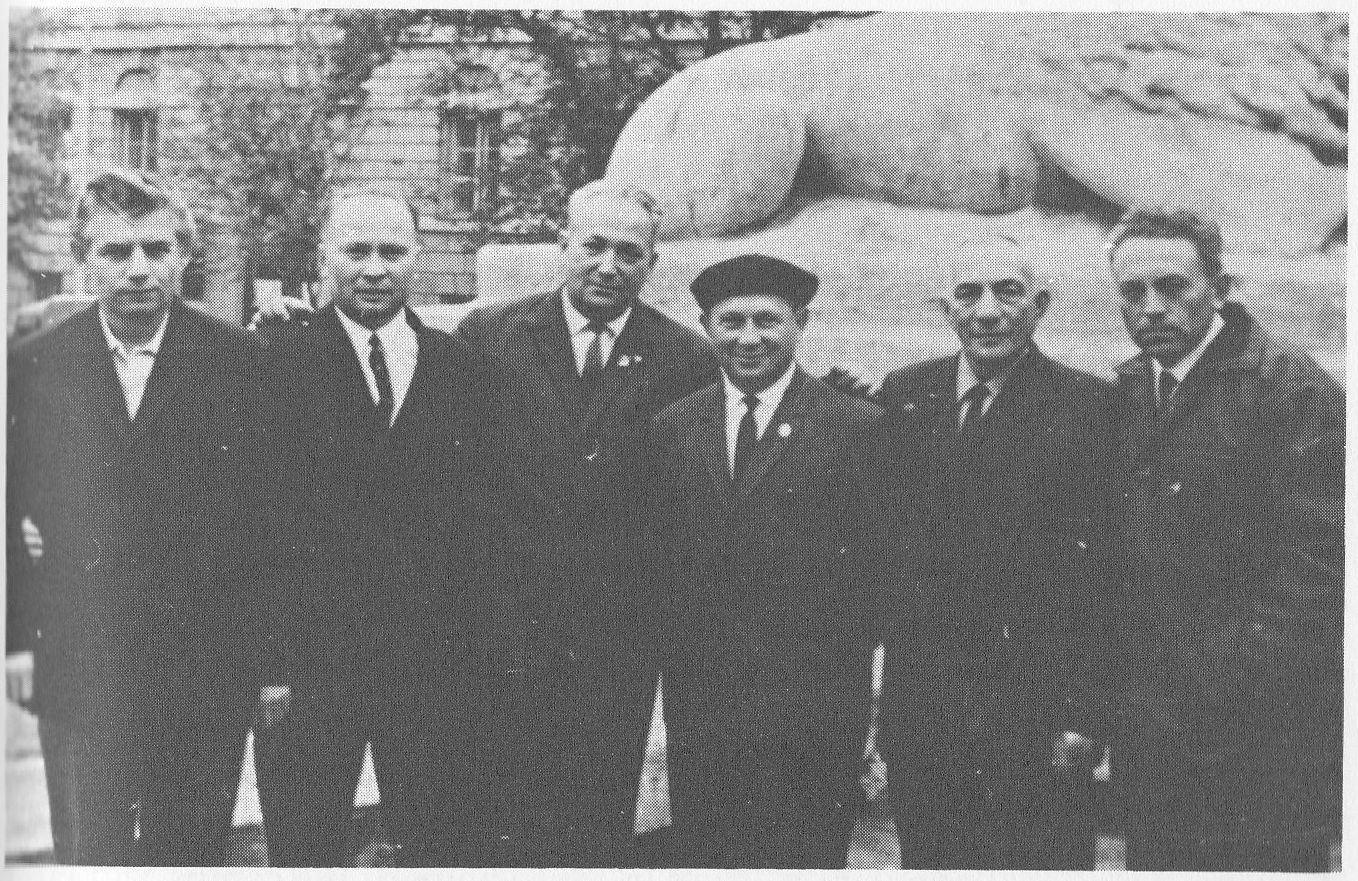
Alexandr Pečerskij (třetí zleva) na setkání s bývalými sobiborskými spoluvězni

Krátce po útěku se okolo Pečerského shromáždila skupina 50 vězňů. Pečerskij je však se skupinou sovětských vojáků opustil, i když slíbil, že zajde do blízké vesnice pro nějaké jídlo a vrátí se. Vzali si s sebou i všechny zbraně, kromě jedné pušky, a peníze shromážděné na nákup jídla. V roce 1980 v rozhovoru s Thomasem Blattem, který mu jeho jednání vyčetl, k tomu řekl:
Moje práce skončila. Vy jste byli polští židé ve svém vlastním prostředí. Já patřil k Sovětskému svazu a stále jsem se považoval za vojáka. Podle mého měly šance na přežití menší skupinky. Abych řekl lidem na rovinu, že se musíme rozdělit, by nefungovalo. Následovali by každý můj krok, všichni bychom umřeli (…) Co k tomu říct? Ty jsi tam byl. Byli jsme jen lidé. Pracovaly naše základní instinkty. Pořád to byl boj o přežití. Nyní poprvé slyším o penězích. Byl zmatek a nešlo kontrolovat vše. Uznávám, že jsem si všiml nepoměru v rozdělení zbraní, ale musíš pochopit, že by (sovětští vojáci) raději umřeli, než by se vzdali svých zbraní.

Pečerskij se dostal za řeku Západní Bug a posléze se s dalšími vojáky (Alexandr Šubajev a Arkadij Vajspapir) a Jakovem Biskowitzem (který později svědčil mj. v procesu s Eichmannem) připojili k židovské partyzánské jednotce zvané Yehielova skupina. S ní prováděli sabotáže a údery na malé německé jednotky. Pečerskij se následně přidal k sovětské skupině Vorošilovových partyzánů a působil v ní až do doby, kdy sovětská armáda vytlačila Němce ze západního Běloruska.
Jako uprchlý válečný zajatec byl Pečerskij přiřazen do tzv. útočného střeleckého praporu (určitá obdoba trestního praporu) a bojoval znovu proti Němcům na nejnebezpečnějších úsecích fronty. Když se však jeho velitel major Andrejev dozvěděl podrobnosti o Sobiboru, poslal Pečerského do Moskvy, aby svědčil před „Komisí pro vyšetřování zločinů německo-fašistických okupantů a jejich spolupachatelů“ («Комиссиа по расследованию злодеяний немецко-фашистских захватчиков и их пособников»). Komise pak následně vydala jeho svědectví v knize Povstání v Sobiboru a rovněž tak byla zpráva zahrnuta do tzv. Černé knihy – první kompilace o holokaustu (ta však byla cenzurou zakázána a vydána poprvé až roku 2015).
Během bojů byl Pečerskij povýšen na kapitána, obdržel vyznamenání a posléze byl propuštěn z armády, neboť utrpěl vážné zranění nohy. V moskevské nemocnici se potkal se svou budoucí ženou Olgou Kotovou.

## Po válce
Po válce se Pečerskij vrátil do Rostova na Donu a začal zde pracovat jako administrátor v operetním divadle. Byl pozván k norimberskému tribunálu jako svědek, ale sovětské úřady ho nepustily.
V roce 1948 během kampaně proti židům zvané „boj s kosmopolitismem“, která byla zaměřená vůči „vykořeněným kosmopolitům“, tedy lidem „neoddaným zcela Sovětskému svazu“, byl vyhozen z práce a spolu se svým bratrem uvězněn. Po Stalinově smrti a mezinárodním nátlaku došlo k jeho propuštění. Jeho bratr však ve vězení zemřel. Alexandr poté pracoval jako dělník ve strojírenském závodě. Posléze se vrátil do divadla, ale na nižší pozici.
Sovětské úřady neumožnily Pečerskému svědčit ani v Eichmannově procesu, který proběhl v roce 1961 v Izraeli. Dovolily provést jen krátké prohlášení zahraničním vyšetřovatelům, kteří přijeli do Moskvy, ovšem pod kontrolou KGB. V roce 1963 se Pečerskij objevil jako svědek v procesu s ukrajinskými strážemi ze Sobiboru. Z 11 bývalých strážných bylo 10 popraveno. Sovětské úřady zakázaly Pečerskému účast na všech zahraničních procesech týkajících se Sobiboru. Zákaz navštívit ten poslední, který proběhl v roce 1987 v Polsku, podle Pečerského dcery doslova „zmrzačil mého otce. Téměř přestal vstávat z postele a strašně zestárl.“

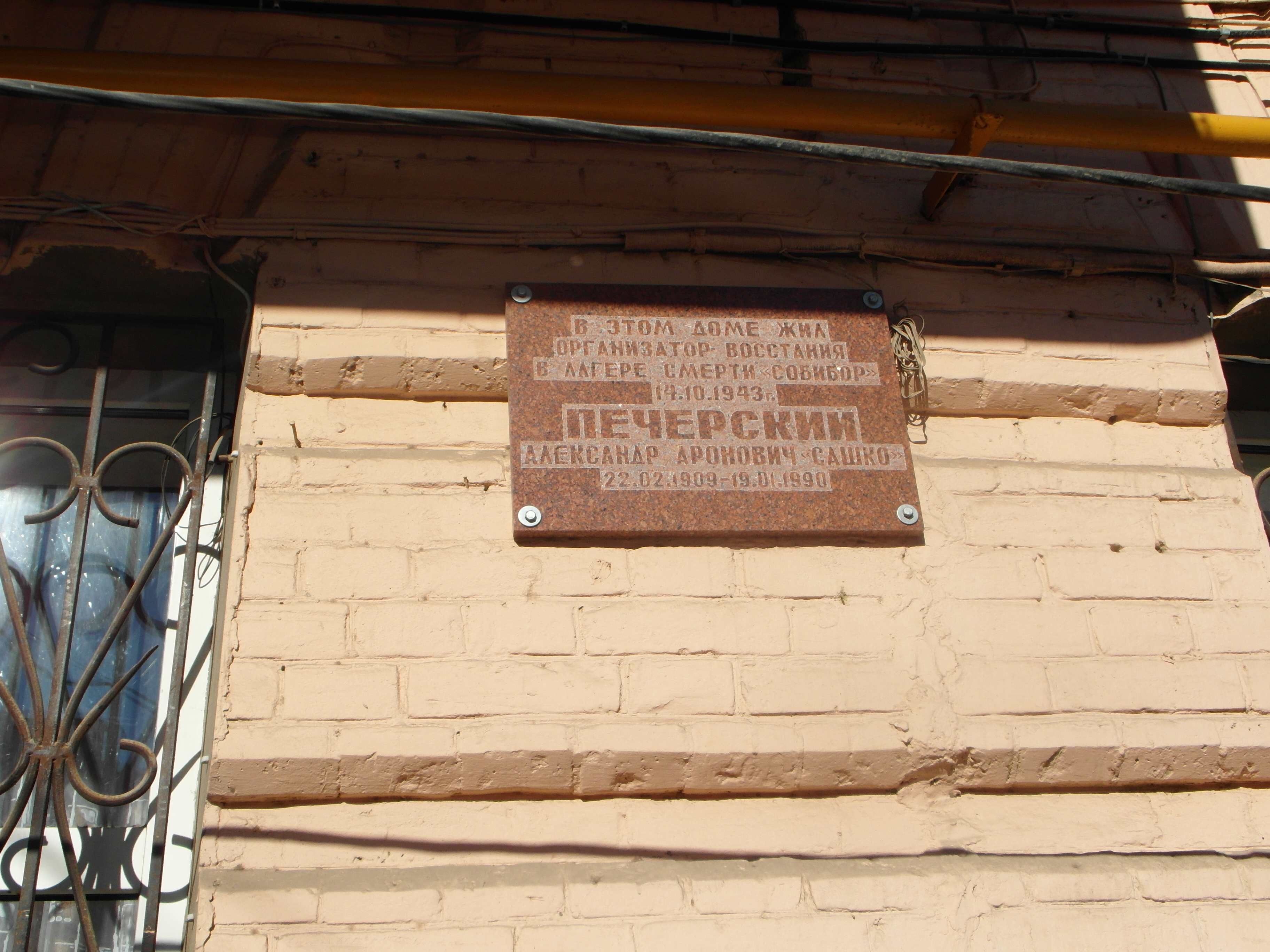
Pamětní deska na domě v Rostově na Donu, kde žil Pečerskij.

Alexandr Pečerskij zemřel 19. ledna 1990 a je pohřben na severním hřbitově v Rostově na Donu.

## Památka, vyznamenání
Alexandr Pečerskij hraje prominentní roli v nizozemsko-ruském dokumentu Opstand in Sobibor (1989) v režii Pavla Kogana a Lily van den Berghové. O útěku byl natočen i oceněný dokument režiséra Claude Lanzmanna nazvaný Sobibor, 14 Octobre 1943, 16 heures (Francie, 2001). Vzpoura byla zdramatizována v britsko-jugoslávském televizním filmu Escape from Sobibor (1987; česky Útěk ze Sobiboru), v němž si Alexandra (Sašu) Pečerského zahrál Rutger Hauer. Pečerskij byl pozván na premiéru, ale sovětská vláda mu neumožnila vycestovat do Spojených států amerických, kde byl film promítán jako první. V dubnu 2018 byl o povstání uveden ruský film Sobibor, v němž si Pečerského zahrál Konstantin Chabenskij, který film i režíroval.
V roce 2007 byla na jeho počest na domě v Rostově na Donu, kde žil, odhalena malá pamětní deska. V Safedu v Izraeli je po něm pojmenována ulice. V Tel Avivu má kamenný pomník. V lednu 2018 po něm byla pojmenována jedna z moskevských ulic.
Během války a krátce po ní obdržel Pečerskij několik sovětských vojenských vyznamenání. V roce 2013 získal posmrtné polské vyznamenání Rytířský kříž k Řádu za zásluhy. V roce 2016 ho Vladimir Putin posmrtně ocenil Řádem za statečnost.